# BBC Sessions (The Who)
BBC Sessions è una compilation del gruppo musicale britannico The Who pubblicato il 15 febbraio 2000 dalla Polydor Records e dalla MCA Records.

## Descrizione
Il disco contiene 24 brani e due jingle radiofonici registrati dal vivo negli studi della BBC di Londra negli anni sessanta e settanta. A causa di restrizioni sui diritti di pubblicazione, la versione statunitense dell'album non contiene Man with the Money ed elimina l'accenno a Spoonful contenuto in Shakin' All Over.

## Tracce
Testi e musiche di Pete Townshend, eccetto dove indicato.
1. My Generation (BBC Radio 1 jingle) – 0:57
2. Anyway, Anyhow, Anywhere – 2:44 (Pete Townshend, Roger Daltrey)
3. Good Lovin' – 1:49 (Rudy Clark, Arthur Resnick)
4. Just You and Me, Darling – 2:01 (James Brown)
5. Leaving Here – 2:34 (Holland-Dozier-Holland)
6. My Generation – 3:23
7. The Good's Gone – 2:59
8. La-La-La-Lies – 2:11
9. Substitute – 3:30
10. Man with Money – 2:31 (Don Everly, Phil Everly)
11. Dancing in the Street – 2:23 (William "Mickey" Stevenson, Marvin Gaye, Ivy Jo Hunter)
12. Disguises – 2:57
13. I'm a Boy – 2:39
14. Run Run Run – 3:16
15. Boris the Spider – 2:13 (John Entwistle)
16. Happy Jack – 2:09
17. See My Way – 1:50 (Daltrey)
18. Pictures of Lily – 2:34
19. A Quick One, While He's Away – 7:01
20. Substitute (Version 2) – 2:12
21. The Seeker – 3:04
22. I'm Free – 2:24
23. Shakin' All Over/Spoonful – 3:41 (Johnny Kidd, Willie Dixon)
24. Relay – 4:56
25. Long Live Rock – 3:52
26. Boris the Spider (BBC Radio 1 jingle) – 0:10 (Pete Entwistle)

### Dettagli di registrazione e trasmissione
- Tracce 2, 4, e 5 registrate il 24 maggio 1965, alla Aeolian Hall, Londra.

Trasmissione Saturday Club, 29 maggio 1965.
Produzione di Jimmy Grant & Brian Willey.
- Traccia 3 registrata il 15 giugno 1965, alla Aeolian Hall, Londra.

Trasmissione Top Gear, 19 giugno 1965.
Produzione di Bernie Andrews.
- Tracce 6, 7, e 8 registrate il 22 novembre 1965, alla Aeolian Hall, Londra.

Trasmissione Saturday Club, 27 novembre 1965.
Produzione di Jimmy Grant & Brian Willey.
- Tracce 9, 10, e 11 registrate il 15 marzo 1966, alla Aeolian Hall, Londra.

Trasmissione Saturday Club, 19 Marzo 1966.
Produzione di Jimmy Grant & Brian Willey.
- Tracce 12 e 13 registrate il 13 settembre 1966, al BBC Playhouse Theatre, Londra.

Broadcast on Saturday Club, 17 September 1966.
Produzione di Jimmy Grant & Brian Willey.
- Tracce 14, 15, 16, e 17 registrate il 17 gennaio 1967, al BBC Playhouse Theatre, Londra.

Trasmissione Saturday Club, 21 gennaio 1967.
Produzione di Bill Bebb & Jimmy Grant.
- Tracce 1, 18, 19, e 26 registrate il 10 ottobre 1967, al De Lane Lea Studio, Kingsway, Londra.

Trasmissione Top Gear, 15 ottobre 1967.
Produzione di Bernie Andrews & Bev Phillips.
- Tracce 20, 21, 22, e 23 registrate il 13 aprile 1970, ai IBC Studios, Londra.

Trasmissione Dave Lee Travis Show, 19 aprile 1970.
Produzione di Paul Williams.
- Tracce 24 e 25 registrate il 29 gennaio 1973, al BBC Television Centre, Wood Lane, Londra, utilizzando una traccia base precedente.

Trasmissione Old Grey Whistle Test, BBC Two, 30 gennaio 1973.
Produzione di Michael Appleton.

## Classifiche
| Classifica (2000) | Posizione massima |
| ----------------- | ----------------- |
| Regno Unito       | 24                |
| Stati Uniti       | 101               |